# Irrigazione per infiltrazione laterale
L'irrigazione per infiltrazione laterale è un sistema di irrigazione in cui l'acqua viene somministrata per mezzo di solchi scavati nel terreno tra i filari delle piante. Da canalette o tubazioni l'acqua arriva nei solchi, vi scorre e penetra nel terreno infiltrandosi sia lateralmente che in profondità. Le dimensioni dei solchi (lunghezza, larghezza e profondità) dipendono dal numero delle piante e dalla natura del terreno. 
Rispetto all'irrigazione per sommersione, il sistema per infiltrazione laterale permette di risparmiare manodopera e di non ostacolare le lavorazioni meccaniche del terreno. Tra gli svantaggi di questo metodo vi sono: la lentezza di adacquamento; la minore efficienza nei terreni sciolti, in cui sono necessarie maggiori quantità d'acqua per compensare le maggiori perdite; se si usano acque salmastre si ha la formazione di depositi salini nei solchi, per cui alle prime piogge autunnali i sali possono sciogliersi e raggiungere le radici delle piante provocando danni.